# Пруденцій
Пруде́нцій (лат. Prudentius; 348 — після 410) — давньоримський поет часів пізньої Римської імперії. Вважається творцем латинської християнської поезії. Автор «Перістефанона» (404—405), збірника гімнів і поем на честь християнських мучеників. Повне ім'я — Аврелій Пруденцій Клемент (лат. Aurelius Prudentius Clemens

## Біографія
Народився у 348 році в Тарраконській Іспанії. Отримавши звичайну для того часу освіту, протягом ряду років займався адвокатською діяльністю, потім був призваний на державну службу та нарешті виявився при імператорському дворі. Християнином він був недбайливим, тяжів до мирського життя і вже дожив до сивого волосся, коли відчув раптом потяг до релігії. Паломництво до Риму і відвідування могил мучеників зміцнило його в рішенні знехтувати кар'єрою і залишок днів присвятити оспівуванню Бога, про що Пруденцій заявляє в «Передмові» (Praefatio) до збірки своїх віршів, підготовлених ним для публікації у 405 році. Помер або перед захопленням Риму готським військовиком Аларіхом, або під час цього.

## Творчість
Збірка віршів Пруденція починається з «Щоденних гімнів» (Cathemerinon) — циклу із 12 віршів, написаних різними ліричними розмірами та поділених на дві групи. Перші шість гімнів відносяться до тих годин дня, в які необхідно було проголошувати молитви в повсякденному житті: спів півня, підйом з ліжка, початок і завершення трапези, запалювання світильників, відхід до сну. Решта шість гімнів пов'язані з церковними святами і деякими іншими подіями. Тут знайшли відображення всі основні моменти релігійного життя християнина.
Пруденцій призначав свої гімни не для літургійного використання, а для читання освіченими християнами. Це визначило загальний характер віршів, насичених біблійними епізодами та моралістичними міркуваннями. Глибоке релігійне почуття надихнуло поета на опис чудових картин природи, в яких чисто зорові елементи зливаються з аспектами глибоко духовними, як, наприклад, в «Гімні на спів півня», де світло ранкової зорі асоціюється з животворящим світлом Христа.
Є автором також поем, що написані гексаметром. Обидві поеми спрямовані на спростування єресей і викладають істинного віровчення. Перша з них — «Апофеоз» (Apotheosis) — присвячена вченню про Святу Трійцю, роз'ясненню сенсу втілення і доведенню Божественної природи Христа. Друга поема, «Походження гріхів» (Hamartigenia), спрямована проти маркіонітов, що пояснювали виникнення зла і гріха існуванням злого початку, що ототожнюється з Богом Старого Завіту. До вирішення цього питання Пруденцій підходить з позиції свободи волі.
До зазначених вище поем примикає поема «Психомахія» (Psychomachia), що зображає боротьбу чеснот і пристрастей у душі людини. Тема сама по собі не нова, її вже трактували африканські апологети. Чесноти представлені Пруденцієм у вигляді персоніфікацій, а пороки — у вигляді символічних чудовиськ, які вступають у герць з силами добра та терплять в них поразки. Алегоризм, що робить «Псіхомахію» дещо важкою для сприйняття і сухою, викликав безліч наслідувань у середньовічній літературі. Ця поема, що має 915 гексаметрів, дуже швидко стала сприйматися як християнська епопея, конфронтуюча з «Енеїдою» Вергілія.
Ще одна поема — «Проти Сіммаха» (Contra Symmachum) у 2 книгах — присвячена полеміці з поганами. Спроби римського префекта, красномовця Сіммаха відродити у 382 році поганські культи, зокрема, повернути до зали засідань сенату Вівтар Перемоги, отримують тут відсіч Пруденція. Оскільки в поемі міститься згадка про події 402 року, вона не могла бути написана раніше цього часу. Таким чином, поет повертається до фактів 20-річної давнини.
Заперечення Сіммахові, спочатку спокійні й урівноважені, поступово стають різкими і викривальними. Критикуючи поганські вірування і культи, Пруденцій зображує їх як брутальні та мерзенні забобони . Потім він відкидає один за іншим всі аргументи, які Сіммах висунув у захист традиційної релігії у своєму творі «Реляція до імператора». Своїми перемогами, стверджує Пруденцій, римляни зобов'язані тільки своєї доблесті, а не допомоги провіденціального плану, згідно з яким до приходу Христа і торжества християнства усі народи повинні були об'єднатися і зберегти на Землі мир. Ця висока місія була покладена на
римлян, бо вони завжди шанували такі неминущі цінності, як мир і злагода, справедливість і воля, особливо свободу від забобонів й рабської прихильності до традицій, військову і цивільну доблесть, красномовство та мистецтво. У поемі Пруденція (можливо, під впливом ідей Амвросія Медіоланського) проголошується римський патріотизм, не залежний від поганської традиції. Але, незважаючи на випробовуваний ним ентузіазм, поет розуміє, що християнська ідея реалізується не в зовнішніх, державних, структурах, а у внутрішньому, духовному, світі людини. У цій поемі Пруденцій досить часто звертається до полемічних засобів апологетів: іронії і сарказму.
- «Liber Peristephanon» (Перістефанон, 404—405) — збіник гімнів і поем, присвячений християнським мученикам з Риму та Римської Іспанії.

Останнє творіння поета — 49 гексаметріческіх чотиривіршів на теми Старого і Нового Завітів під загальною назвою «Подвійне підкріплення» (Dittochaeon). Кожний чотиривірш забезпечено заголовком. Ймовірно, вони слугували поясненнями до картин на стінах храму. Ось одне з них

## Мова
Завдяки Пруденція християнська лексична традиція почала поповнюватися за рахунок грецької церковної лексики (anathema «відлучення», charisma «благодать» та т.ін.), архаїзмів, які отримали в поезії Пруденція нове життя, неологізмів і різних зворотів повсякденній мови. Лексичному багатству відповідає достаток віршованих метрів. Однак Пруденцій не завжди дотримується метричних схем і, якщо необхідно, нехтує просодією, наприклад, скорочує довгі голосні наприкінці слова. З не меншою свободою він використовує синтаксис, використовує характерні для розмовної мови сурядні і безсполучникові конструкції.
У своїй творчості Пруденция широко використовує спадщина поганських поетів. Мова йде не про просте поновлення окремих образів і виразів, а про органічне засвоєння художнього досвіду римських класиків: Лукреція, Катулла, Вергілія, Горація, Овідія та інших. При цьому Пруденцій ніколи не забуває головного свого завдання — оспівувати нові християнські ідеали. Про результати можна судити вже по «Книзі щоденних гімнів», в якій він орієнтувався на «Оди» Горація. Але особливо помітно вплив Вергілія на творчість Пруденція, яке в різному ступені відчувається всюди, а найбільше — у «Психомахії». Іноді має місце відверта імітація відомих рядків творця «Енеїди». Неначе християнський поет запрошує читача порівняти свої вірші із віршами, що слугували йому зразком.
У Лукреція його приваблює скептичне ставлення до традиційної міфології і культів; у Катулла — майстерне використання зменшувальних форм, що мають безліч стилістичних відтінків. У Овідія він вчиться іронії, у Ювенала — сарказму.